# Adriaen van der Burgh
Adriaen van der Burgh (? - Delft, 29 mei 1668?) was een onderkoopman, fiscaal en boekhouder op Nederlands Formosa. In 1651 werd hij opperhoofd in Desjima. In 1654 werd hij teruggeroepen uit Taiwan, vanwege particuliere handel. Johannes van der Burgh, een gouverneur op Formosa zou zijn broer kunnen zijn geweest. 

## Bron
Wijnaendts van Resandt (1944) De gezaghebbers der Oost-Indische Compagnie op hare buiten-comptoiren in Azië, p. 142.